# Seothyra
Seothyra is een geslacht van spinnen uit de familie van de fluweelspinnen (Eresidae).

## Soorten
- Seothyra annettae Dippenaar-Schoeman, 1991
- Seothyra barnardi Dippenaar-Schoeman, 1991
- Seothyra dorstlandica Dippenaar-Schoeman, 1991
- Seothyra fasciata Purcell, 1904
- Seothyra griffinae Dippenaar-Schoeman, 1991
- Seothyra henscheli Dippenaar-Schoeman, 1991
- Seothyra longipedata Dippenaar-Schoeman, 1991
- Seothyra louwi Dippenaar-Schoeman, 1991
- Seothyra neseri Dippenaar-Schoeman, 1991
- Seothyra perelegans Simon, 1906
- Seothyra roshensis Dippenaar-Schoeman, 1991
- Seothyra schreineri Purcell, 1903
- Seothyra semicoccinea Simon, 1906